# Balantiopsis
Balantiopsis là một chi rêu trong họ Balantiopsaceae.